# فرانک دارین
فرانک دارین (انگلیسی: Frank Darien؛ ‏ ۱۸ مارس ۱۸۷۶ – ۲۰ اکتبر ۱۹۵۵) بازیگر اهل ایالات متحده آمریکا بود.

## گزیدهٔ فیلم‌شناسی
- سیمارون
- دختر بد
- پایان پنج ستاره
- راه بازگشت به خانه
- بانو و آقا
- خوشبختی
- معمای موزه موم
- بچه‌رو
- زن
- اسمارتی
- پرنده آتشین
- آنی در گرین گیبلز
- قهرمان شماره یک مردم
- گروه موسیقی وارد می‌شود
- اراذل و اوباش
- داستان لوئی پاستور
- ماجراهای هاکلبری فین
- مردگان متحرک
- طلای ساتر
- شهره شهر نیویورک
- زندگی امیل زولا
- ماجراهای تام سایر
- زاده برای وحشی بودن
- جزبل
- فرار از زندان
- عشق به سراغ اندی هاردی می‌رود
- پیروزی سیاه
- باج‌گیری
- بی‌تجربه‌ها
- خوشه‌های خشم
- لیلیان راسل
- آنی در ویندی پاپلز
- آریزونا
- آدام چهار پسر داشت
- شکوفه در غبار
- راکسی هارت
- سنکپ
- داستان‌های منهتن
- هیچ‌کس نخواهد گریخت
- خانه در ایندیانا
- هیچ‌چیز بجز دردسر
- ساعت
- لنگرها را بکشید
- بوسه و گفتگو
- زندگی ربوده‌شده
- زنی در ساحل
- آقای بلندینگ خانه رؤیایی خود را می‌سازد
- زنان کوچک